# Gimnasio de Aso
El Gimnasio de Aso era un antiguo gimnasio griego  de la ciudad de Aso en Tróade, en Asia Menor, en la actual Turquía. Estaba situado justo dentro de la puerta occidental de la ciudad.

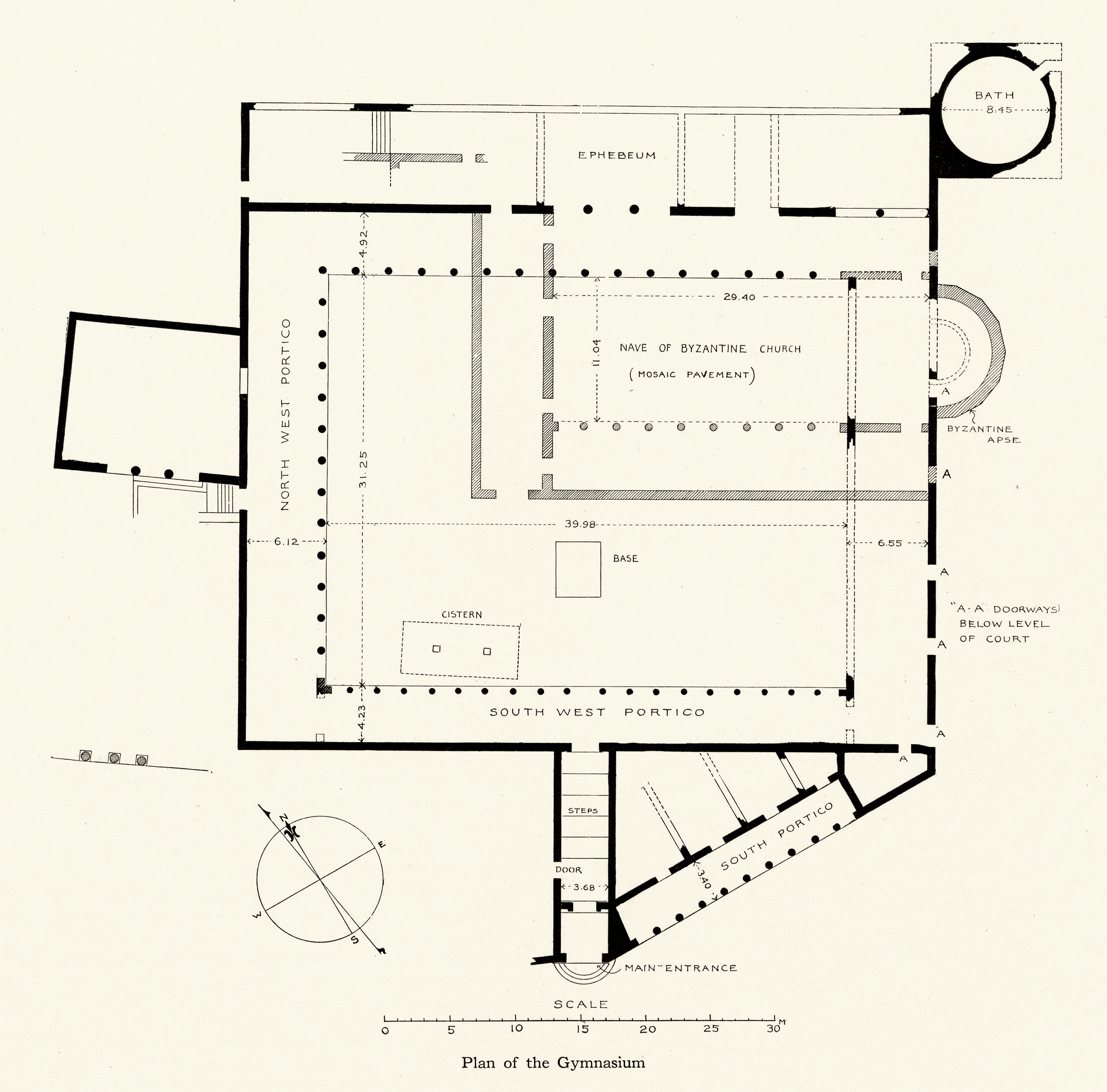
Plano del gimnasio.

Fue construido en el período helenístico y data de alrededor del 200-100 a. C. El edificio consistía en un peristilo con una columnata de estilo dórico, de aproximadamente 32 × 40 metros. La entrada al edificio se realizaba por el sur. En el lado norte había un espacio de tres habitaciones para los efebos y unas albercas circulares. La columnata del lado oeste fue restaurada o reconstruida en el siglo I d. C. En la esquina suroeste del patio había un depósito de agua. En el lado sur del edificio había una especie de patio triangular con pórticos.
En el período bizantino, se construyó una iglesia en el emplazamiento del gimnasio, aprovechando los edificios de su lado norte, con un ábside en el extremo oriental. La iglesia estaba decorada con mosaicos en el suelo.